# BB Biotech
 (novembre 2019).
BB Biotech (SIX : BIO) est une entreprise suisse qui faisait partie de l'indice TecDAX.
BB Biotech est une société de portefeuille spécialisée dans la prise de participations dans des sociétés de biotechnologies.

## Participations
- Ionis Pharmaceuticals (maladies rares).
- Gilead Sciences (maladies infectieuses virales et de la grippe).
- Celgene Corporation (cancers et inflammations du système immunitaire).
- Esperion Therapeutics (maladies cardio-métaboliques).
- Vertex Pharmaceuticals (maladies infectieuses et immunitaires).
- Incyte (cancers, troubles hématologiques et maladies inflammatoires).

## Actionnaires
Liste des principaux actionnaires au 6 novembre 2019.
| Deka Investment                        | 12,1% |
| FIL Investment Advisors                | 3,66% |
| DWS Investment                         | 3,44% |
| Fidelity Management & Research         | 2,88% |
| The Vanguard Group                     | 2,76% |
| Erich Hunziker                         | 2,63% |
| Metzler Asset Management               | 2,21% |
| BlackRock Asset Management Deutschland | 2,05% |
| Henderson Global Investors             | 2,01% |
| Credit Suisse Asset Management         | 1,45% |